# Piedratecha
Piedratecha ist ein Weiler in der Gemeinde Tineo der autonomen Region Asturien in Spanien.

## Geographie und Klima
Piedratecha gehört zur Parroquia Obona. Der Ort liegt am Rio Esva, einem Zufluss des  Rio Bárcena, 6 km von Hauptort der Gemeinde Tineo entfernt.
Milde Sommer wechseln mit ebenfalls milden, selten strengen Wintern. In den Hochlagen sind auch strenge Winter möglich.

## Wirtschaft
Die Landwirtschaft prägt seit alters her die Region.

## Sehenswürdigkeiten
- Kloster Santa María la Real de Obona